# Кадмор, Джейми
Джейми Кадмор (англ. Jamie Cudmore, родился 6 сентября 1978 года в Виннипеге, Манитоба, Канада) — канадский регбист, действующий главный тренер французского клуба «Прованс» из дивизиона Про Д2 чемпионата Франции. Известен по выступлениям за валлийские клубы «Лландовери» и «Лланелли», французские «Гренобль», «Клермон Овернь» и «Ойонну». Играл на позициях лока и фланкера.

## Личная жизнь
Джейми является старшим братом актёра Дэниела Кадмора, известного по роли Колосса в серии фильмов «Люди Икс». Ещё один младший брат Джейми, Люк, играл за молодёжную сборную Канады по регби (игроки не старше 21 года). Джейми состоит в браке с уроженкой Ньюфаундленда Дженнифер Кадмор, которая окончила Гренобльскую школу менеджмента со степенью магистра делового администрирования. У них есть дочь Маэль.
Семья проживает в Клермон-Ферране. Джейми владеет баром «Vinomania» и ночным клубом «The Five», а также является владельцем марки вина «Sin Bin». Под этой маркой выпускается белое вино из шардоне под названием «Жёлтая карточка» (англ. Yellow Card) и красное вино из гаме под названием «Красная карточка» (англ. Red Card), что обыгрывает жёсткую и грубую манеру игры Джейми. С 2017 года Джейми также является гражданином Франции.

## Игровая карьера
Джейми Кадмор обратился к карьере регби, чтобы избавиться от серьёзных жизненных проблем — некоторое время Кадмор был охранником одного наркторговца в Виннипеге и провёл год в центре для исправления малолетних преступников, куда угодил за нанесение тяжких телесных повреждений. Благодаря занятиям регби Кадмор сумел уйти с преступного пути
В активе Кадмора выступления за канадский клуб «Капилано», валлийские «Лландовери» и «Скарлетс», французские «Гренобль», «Клермон Овернь» и «Ойонну». Лучшие годы Кадмор провёл с 2005 по 2016 годы, играя за «Клермон Овернь» — в 2007 году он выиграл Европейский кубок вызова, а в 2010 году — чемпионат Франции. 29 мая 2010 года в финале Топ-14 на «Стад де Франс» в финале был повержен «Перпиньян» со счётом 19:6, что стало первой победой «Клермона» в чемпионате Франции.
За сборную Канады Кадмор сыграл 43 матча и набрал 15 очков, занеся 3 попытки — дебютную игру он провёл 13 июля 2002 года в Чикаго против американцев. 25 ноября 2016 года в Гренобле он сыграл последнюю игру за Канаду против Самоа. В его активе выступления на четырёх чемпионатах мира (2003, 2007, 2011 и 2015 годов). На чемпионат мира в Англии 2015 года Кадмор поехал, несмотря на два сотрясения мозга в конце сезона Топ-14 2014/2015 и серьёзные головные боли, но там отметился с курьёзной стороны, поскольку во время игры против Франции перед розыгрышем коридора на 38-й минуте попытался подслушать, что обсуждали собравшиеся в кружок французы, но Кадмора оттащил капитан сборной Франции Тьерри Дюсатуа.

## Стиль игры
Кадмор был нападающим, игравшим на второй и третьей линиях. Он отличался жёстким и принципиальным стилем игры наподобие тафгая в хоккее с шайбой, вследствие чего в команде его иронично называли «Обнимашка» (англ. Cuddles), а сам Кадмор неоднократно получал жёлтые и красные карточки. За грубую игру дважды Кадмор удостаивался длительных дисквалификаций на клубном уровне — в сезоне 2010/2011 его дисквалифицировали на 40 дней за то, что он ударил кулаком Грегори Ле Корвека, а также на 70 дней за перелом носа Жаку Бургеру.

## Тренерская карьера
С 2017 года Кадмор работает тренером: в сезоне 2017/2018 был тренером нападающих клуба «Ойонна», с 2018 года тренирует «Прованс» из Про Д2.